# كأس آسيان لكرة القدم 2012
كأس آسيان لكرة القدم 2012، تعرف أيضاً بكأس آسيان سوزوكي 2012 لأسباب الرعاية، سوف تكون النسخة التاسعة من بطولة آسيان لكرة القدم، مسابقة كرة قدم لمنتخب جنوب شرق آسيا. سوف تستضيفها بالمناصفة ماليزيا وتايلاند وستقام البطولة من 24 نوفمبر إلى 22 ديسمبر 2012.

## المستضيف
أبدى الاتحاد الفلبيني لكرة القدم يوم 17 ديسمبر 2010 رغبته باحتضان نهائيات كأس آسيان 2012. ولكن عقب اجتماع مجلس اتحاد آسيان يوم 19 فبراير 2011 تم الإعلان عن اختيار ماليزيا وتايلاند لاستضافة نهائيات البطولة.

## الملاعب
| كوالا لمبور    | شاه علام      | بانكوك           | بانكوك            |
| -------------- | ------------- | ---------------- | ----------------- |
| الملعب الوطني  | ملعب شاه علم  | ملعب راجامانغالا | ملعب سوباتشالاساي |
| السعة: 100,000 | السعة: 80,000 | السعة: 65,000    | السعة: 20,023     |
|                |               |                  |                   |

## التصفيات
التصفيات سوف تقام من 5 إلى 13 أكتوبر 2012. سوف تشمل الفرق الخمس الأدنى في جنوب شرق آسيا. ستلعب جميع الفرق بنظام الدوري من مرحلة واحدة على أن يتأهل أفضل فريقين إلى نهائيات البطولة. لحد الآن تأهل ستة منتخبات تلقائياً إلى النهائيات.
- إندونيسيا
- ماليزيا
- الفلبين
- سنغافورة
- تايلاند
- فيتنام

## القرعة
أجريت قرعة المسابقة بالإضافة إلى التصفيات المؤهلة مساء يوم 11 يوليو في فندق غولدن توليب في بانكوك. الفرق الثمانية المتأهلة قسموا إلى أربعة وعائات كل واحدة تضم فريقين استناداً لتصنيف الفيفا.
| وعاء 1                              | وعاء 2             | وعاء 3             | وعاء 4                      |
| ----------------------------------- | ------------------ | ------------------ | --------------------------- |
| ماليزيا (مستضيف) · تايلاند (مستضيف) | فيتنام · إندونيسيا | سنغافورة · الفلبين | فائز التصفيات وصيف التصفيات |

## البطولة النهائية

### دور المجموعات

#### المجموعة الأولى
- تلعب جميع المباريات في تايلاند.

| فريق          | نقاط | فرق | عليه | له | خ | ت | ف | لعب |
| ------------- | ---- | --- | ---- | -- | - | - | - | --- |
| تايلاند       | 0    | 0   | 0    | 0  | 0 | 0 | 0 | 0   |
| فيتنام        | 0    | 0   | 0    | 0  | 0 | 0 | 0 | 0   |
| الفلبين       | 0    | 0   | 0    | 0  | 0 | 0 | 0 | 0   |
| فائز التصفيات | 0    | 0   | 0    | 0  | 0 | 0 | 0 | 0   |

| فيتنام | ضد | فائز التصفيات |
| ------ | -- | ------------- |
|        |    |               |

| تايلاند | ضد | الفلبين |
| ------- | -- | ------- |
|         |    |         |

| فيتنام | ضد | الفلبين |
| ------ | -- | ------- |
|        |    |         |

| فائز التصفيات | ضد | تايلاند |
| ------------- | -- | ------- |
|               |    |         |

| الفلبين | ضد | فائز التصفيات |
| ------- | -- | ------------- |
|         |    |               |

| تايلاند | ضد | فيتنام |
| ------- | -- | ------ |
|         |    |        |

#### المجموعة الثانية
- تلعب جميع المباريات في ماليزيا.

| فريق          | نقاط | فرق | عليه | له | خ | ت | ف | لعب |
| ------------- | ---- | --- | ---- | -- | - | - | - | --- |
| ماليزيا       | 0    | 0   | 0    | 0  | 0 | 0 | 0 | 0   |
| إندونيسيا     | 0    | 0   | 0    | 0  | 0 | 0 | 0 | 0   |
| سنغافورة      | 0    | 0   | 0    | 0  | 0 | 0 | 0 | 0   |
| وصيف التصفيات | 0    | 0   | 0    | 0  | 0 | 0 | 0 | 0   |

| إندونيسيا | ضد | وصيف التصفيات |
| --------- | -- | ------------- |
|           |    |               |

| ماليزيا | ضد | سنغافورة |
| ------- | -- | -------- |
|         |    |          |

| إندونيسيا | ضد | سنغافورة |
| --------- | -- | -------- |
|           |    |          |

| وصيف التصفيات | ضد | ماليزيا |
| ------------- | -- | ------- |
|               |    |         |

| سنغافورة | ضد | وصيف التصفيات |
| -------- | -- | ------------- |
|          |    |               |

| ماليزيا | ضد | إندونيسيا |
| ------- | -- | --------- |
|         |    |           |

### مرحلة خروج المغلوب

#### نصف النهائي
المواجهة الأولى
| وصيف المجموعة الأولى | ضد | فائز المجموعة الثانية |
| -------------------- | -- | --------------------- |
|                      |    |                       |

| وصيف المجموعة الثانية | ضد | فائز المجموعة الأولى |
| --------------------- | -- | -------------------- |
|                       |    |                      |

المواجهة الثانية
| فائز المجموعة الثانية | ضد | وصيف المجموعة الأولى |
| --------------------- | -- | -------------------- |
|                       |    |                      |

| فائز المجموعة الأولى | ضد | وصيف المجموعة الثانية |
| -------------------- | -- | --------------------- |
|                      |    |                       |

#### النهائي
المواجهة الأولى
| فائز نصف النهائي 1 | ضد | فائز نصف النهائي 2 |
| ------------------ | -- | ------------------ |
|                    |    |                    |

المواجهة الثانية
| فائز نصف النهائي 1 | ضد | فائز نصف النهائي 2 |
| ------------------ | -- | ------------------ |
|                    |    |                    |